# L'ombra de ningú
L'ombra de ningú (títol original: La sombra de nadie) és una pel·lícula espanyola de suspens de 2006 dirigida per Pablo Malo i protagonitzada per José Luis García Pérez i Philippine Leroy-Beaulieu. Ha estat doblada al català.

## Argument
A finals de 1967, Laura (Irina Martínez), una nena de 9 anys apareix morta en un aiguamoll proper a un internat situat a la zona dels Pirineus. Un mes després del tràgic succés, Marco (José Luis García Pérez) es trasllada a una casa aïllada a la muntanya amb el pla de restaurar-la. D'altra banda, Julia (Philippine Leroy-Beaulieu) comença a comunicar-se amb l'esperit de la nena morta davant l'escepticisme de Mónica (Andrea Villanueva), la directora del centre.

## Repartiment
- José Luis García Pérez: Marco
- Irina Martínez: Laura
- Philippine Leroy-Beaulieu: Julia
- Andrea Villanueva: Mónica
- Zorion Eguileor: el Conserge
- María Jesús Valdés: Avelina
- Ana Lucía Billate: Mare Superiora